# Erasmo Vera
José Erasmo Vera Ulloa (Coronel, 13 de marzo de 1923-Tomé, 16 de agosto de 1989) fue un futbolista chileno. 
Jugó nueve partidos con la selección nacional de fútbol de Chile en 1945 y 1946.  También formó parte de la selección de Chile para el Campeonato Sudamericano de 1945. 

## Reseña biográfica
Fue el quinto hijo del matrimonio de Carlos Vera Parra e Isabel Ulloa Iturra. Vivió en el pueblo minero de Schwager en la ciudad chilena de Coronel. Se casó en 1945 con Delicia Oliva Contreras, con quién conformó una familia de 4 hijos. Sus restos mortales descansan en la Región del Biobío.